# Roland Kelm
Roland Kelm (geboren am 11. Dezember 1954 in Greifswald) ist ein ehemaliger deutscher Fußballspieler.
Er spielte von 1974 bis 1980 bei Vorwärts Stralsund. In dieser Zeit spielte er mit dem Stralsunder Verein auch in der höchsten Spielklasse der DDR, der Oberliga, nämlich in der Saison 1974/1975, in der er drei Mal zum Einsatz kam.